# Hirondelle des Nilgiri
Hirundo domicola
Espèce
Synonymes
- Hirundo tahitica domicola

Statut de conservation UICN

 LC  : Préoccupation mineure
L'Hirondelle des Nilgiri (Hirundo domicola) est une espèce de passereaux de la famille des Hirundinidae. Son aire de répartition s'étend sur le sud de l'Inde (Tamil Nadu et Kerala) et le Sri Lanka.
Son nom normalisé français (CINFO) vient du nom d'un massif montagneux du sud de l'Inde, les Nîlgîri ou « Montagnes bleues ».
C'est une espèce monotypique (non subdivisée en sous-espèces), considérée par certains auteurs comme une sous-espèce de Hirundo tahitica.